# Список прем'єр-міністрів Гамбії
У статті подано список Прем'єр-міністрів Гамбії.

## Список
| №                | Ім'я                  | Роки життя                     | Час на посаді    |
| Головний міністр | Головний міністр      | Головний міністр               | Головний міністр |
| ---------------- | --------------------- | ------------------------------ | ---------------- |
| 1                | П'єр Сарр Н'Джі       | 17 липня 1909 — 11 грудня 1993 | 1961–1962        |
| Прем'єр-міністр  |                       |                                |                  |
| 2                | Дауда Кайраба Джавара | нар. 16 травня 1924            | 1962–1970        |

З 24 квітня 1970 пост ліквідовано.